# Cyrille Mubiala
Cyrille Mubiala Kitambala (Kinshasa, 7 luglio 1974) è un ex calciatore della Repubblica Democratica del Congo, di ruolo difensore.

## Caratteristiche tecniche
Era un difensore centrale.

## Carriera

### Club
Nel 1999, dopo aver giocato allo Style du Congo, è passato al Dragons. Nel 2000 è stato acquistato dal Vita Club. Nel 2003 si è trasferito in Sudafrica, all'Ajax Cape Town. Nel 2006 è stato acquistato dal Bloemfontein Celtic, con cui ha concluso la propria carriera nel 2009.

### Nazionale
Ha debuttato in Nazionale nel 2002. Ha messo a segno la sua prima rete con la maglia della Nazionale il 4 settembre 2005, in RD del Congo-Capo Verde (2-1), in cui ha siglato la rete del momentaneo 1-0. Ha partecipato, con la Nazionale, alla Coppa d'Africa 2004 e alla Coppa d'Africa 2006. Ha collezionato in totale, con la maglia della Nazionale, 23 presenze e una rete.